# A kis Fermat-tétel bizonyításai
A kis Fermat-tétel egy számelméleti tétel, mely a maradékok (egész számok közti kongruenciák) elméletében alapvető fontosságú. A jóval nehezebb, több évszázadig megoldatlan „nagy” Fermat tételtől (külföldön Fermat utolsó tételétől – Fermat's last theorem) való megkülönböztetés miatt szokás „kis” Fermat-tételnek nevezni. Fermat egyik tételre sem adott bizonyítást, később ezt Leibniz tette meg (ld. lentebb).
- A kis Fermat-tétel tétel szerint bármely {\displaystyle p} prímszámra teljesül bármely {\displaystyle a\in \mathbb {Z} } egész szám esetén, hogy

{\displaystyle a^{p}\equiv a{\pmod {p}}}.
Azaz ha veszünk tetszés szerint egy {\displaystyle a} egész számot, megszorozzuk önmagával {\displaystyle p}-szer, és levonjuk belőle az a-t, akkor az eredmény {\displaystyle p}-vel osztható.
- Gyakrabban a következő (és történelmileg hitelesebb) alakban is szokás kimondani: ha {\displaystyle p} prímszám és {\displaystyle a\in \mathbb {Z} } egy e prímhez relatív prím egész, akkor

{\displaystyle a^{p-1}\equiv 1{\pmod {p}}}.
A következőkben a tétel 3 lényegében és módszereiben különböző bizonyítása található.

## 1. bizonyítás (teljes indukció, binomiális tétel)
Az a természetes számra vonatkozó teljes indukcióval belátjuk, hogy az ap hatvány p-vel osztva ugyanannyi maradékot ad, mint a, azaz
{\displaystyle a^{p}\equiv a{\pmod {p}}}
a = 1 -re a tétel állítása nyilvánvalóan teljesül, hiszen ekkor a hatvány értéke 1.
Tegyük fel, hogy a-ra igaz az állítás. A binomiális tétel felhasználásával bebizonyítjuk, hogy ekkor (a+1)p is ugyanannyi maradékot ad p-vel osztva mint a + 1. A binomiális tétel szerint ugyanis:
adódik.
Itt a közbülső tagokban szereplő binomiális együtthatók mindegyike osztható p-vel, hiszen p prím és
számlálója osztható p-vel de nevezője nem.
Ezért {\displaystyle (a+1)^{p}} maradéka p-vel osztva 1-gyel nagyobb {\displaystyle a^{p}} maradékánál, tehát megegyezik a+1 maradékával.

## 2. bizonyítás (geometria)
Egy szabályos p-szög mindegyik csúcsába írjuk az {\displaystyle 1,\dots ,a} számok valamelyikét. Ezt természetesen ap-féleképpen tehetjük meg. Ezek között a olyan van, amiben csupa azonos számot írtunk. A többieket csoportokba osztjuk egy csoportba téve azokat, amelyek egymásból elforgatással megkaphatók. Ha p prím szám, akkor nem létezhet olyan konfiguráció, ami kevesebb mint p forgatással önmagába vihető. Ehhez ugyanis arra volna szükség, hogy azonos számok, egy szabályos n-szög csúcsain legyenek ({\displaystyle 1<n<p}), ami csak úgy lehetséges, ha {\displaystyle p\equiv 0{\pmod {n}}}, ami nem lehetséges, ha p prím. Következés képen minden csoportban pontosan p konfiguráció lesz, azaz ap-a osztható p-vel, Quod erat demonstrandum.

## 3. bizonyítás (maradékosztályok)
Abban a formában igazoljuk az állítást, hogy {\displaystyle a^{p-1}\equiv 1{\pmod {p}}} minden p-vel nem osztható a számra. Vegyük az {\displaystyle 1,\dots ,p-1} maradékosztályokat modulo p, tehát a teljes redukált maradékrendszert. Az {\displaystyle a,2a,\dots ,(p-1)a} maradékosztályok különböznek a 0 maradékosztálytól (mivel p prímszám) és egymástól is, mert {\displaystyle 1\leq i<j\leq p-1} esetén p nem oszthatja {\displaystyle \ a(j-i)}-t. Ekkor viszont {\displaystyle a,2a,\dots ,(p-1)a} (valamilyen sorrendben) ismét a teljes redukált maradékrendszer, ezért szorzatuk ugyanaz a nemnulla A maradékosztály (ami -1 a Wilson-tétel miatt, de erre nincs szükségünk).
Kiemelve az a tényezőket {\displaystyle A\equiv a^{p-1}A{\pmod {p}}} adódik, osztás után {\displaystyle a^{p-1}\equiv 1{\pmod {p}}}.
Ez a bizonyítás valójában már az Euler-Fermat-tétel bizonyítását is adja.